# Copa do Brasil 2002
Der Copa do Brasil 2002 war die vierzehnte Austragung dieses nationalen Fußball-Pokal-Wettbewerbs in Brasilien. Die Copa wurde vom Brasilianischen Sportverband, dem CBF, ausgerichtet. Der Pokalsieger war als Teilnehmer an der Copa Libertadores 2003 qualifiziert.

## Saisonverlauf
Der Wettbewerb startete am 5. Februar 2002 in seine Saison und endete am 15. Mai 2002. Am Ende der Saison errang der SC Corinthians den Titel zum zweiten Mal. Torschützenkönig wurde Deivid vom Pokalsieger mit 13 Treffern.
Höchste Siege
- EC Vitória – CE Nova Esperança: 6:0 (13. Februar 2002 - 1. Runde Rückspiel)

## Teilnehmer
Teilnehmer waren die Sieger der Staatsmeisterschaften 2001 und teilweise die nächst qualifizierten aus der Staatsmeisterschaft. Des Weiteren waren die Teilnehmer der Série A 2001, die Zweit- und Drittplatzierten der Série B 2001 und eine vom Verband bestimmte Auswahl von Mannschaften hinzu.
Die Teilnehmer an der Copa Libertadores 2002 (Grêmio FBPA, CR Flamengo, Athlético Paranaense und AD São Caetano) nahmen nicht an dem Wettbewerb teil.
| Bundesstaat         | Klub                               | Qualifizierung                    |
| ------------------- | ---------------------------------- | --------------------------------- |
| Acre                | AD Vasco da Gama                   | Staatsmeister 2001                |
| Alagoas             | AS Arapiraquense                   | Staatsmeister 2001                |
| Alagoas             | CS Alagoano                        | Vize-Staatsmeister 2001           |
| Amapá               | Independente EC                    | Staatsmeister 2001                |
| Amazonas            | Atlético Rio Negro Clube           | Staatsmeister 2001                |
| Amazonas            | São Raimundo EC (AM)               | Einladung des CBF                 |
| Bahia               | EC Bahia                           | Série A 2001                      |
| Bahia               | EC Vitória                         | Série A 2001                      |
| Bahia               | Juazeiro SC                        | Vize-Staatsmeister 2001           |
| Brasília            | SE Gama                            | Série A 2001                      |
| Brasília            | Brasiliense FC                     | Vize-Staatsmeister 2001           |
| Brasília            | Bandeirante                        | Einladung des CBF                 |
| Ceará               | Fortaleza EC                       | Staatsmeister 2001                |
| Ceará               | Ceará SC                           | Vize-Staatsmeister 2001           |
| Espírito Santo      | Alegrense FC                       | Staatsmeister 2001                |
| Goiás               | Goiás EC                           | Série A 2001                      |
| Goiás               | Vila Nova FC                       | Staatsmeister 2001                |
| Goiás               | AA Anapolina                       | Staatsmeisterschafts Dritter 2001 |
| Maranhão            | Moto Club de São Luís              | Staatsmeister 2001                |
| Maranhão            | Sampaio Corrêa FC                  | Vize-Staatsmeister 2001           |
| Mato Grosso         | SER Juventude                      | Staatsmeister 2001                |
| Mato Grosso do Sul  | EC Comercial (MS)                  | Staatsmeister 2001                |
| Mato Grosso do Sul  | CE Nova Esperança                  | Einladung des CBF                 |
| Minas Gerais        | América Mineiro                    | Série A 2001                      |
| Minas Gerais        | Atlético Mineiro                   | Série A 2001                      |
| Minas Gerais        | Cruzeiro EC                        | Série A 2001                      |
| Pará                | Paysandu SC                        | Staatsmeister 2001                |
| Pará                | Clube do Remo                      | Vize-Staatsmeister 2001           |
| Paraíba             | FC Treze                           | Staatsmeister 2001                |
| Paraíba             | Botafogo FC (PB)                   | Vize-Staatsmeister 2001           |
| Paraná              | Coritiba FC                        | Série A 2001                      |
| Paraná              | Paraná Clube                       | Série A 2001                      |
| Paraná              | Londrina EC                        | Einladung des CBF                 |
| Pernambuco          | Santa Cruz FC                      | Série A 2001                      |
| Pernambuco          | Sport Recife                       | Série A 2001                      |
| Pernambuco          | Náutico Capibaribe                 | Staatsmeister 2001                |
| Piauí               | Ríver AC                           | Staatsmeister 2001                |
| Piauí               | EC Flamengo                        | Einladung des CBF                 |
| Rio de Janeiro      | Botafogo FR                        | Série A 2001                      |
| Rio de Janeiro      | CR Vasco da Gama                   | Série A 2001                      |
| Rio de Janeiro      | Fluminense FC                      | Série A 2001                      |
| Rio de Janeiro      | Americano FC (RJ)                  | Staatsmeisterschafts Dritter 2001 |
| Rio Grande do Norte | AC Corintians                      | Staatsmeister 2001                |
| Rio Grande do Norte | América FC (RN)                    | Vize-Staatsmeister 2001           |
| Rio Grande do Sul   | SC Internacional                   | Série A 2001                      |
| Rio Grande do Sul   | EC Juventude                       | Série A 2001                      |
| Rio Grande do Sul   | SER Caxias do Sul                  | Série B Dritter 2001              |
| Rondônia            | Ji-Paraná FC                       | Staatsmeister 2001                |
| Roraima             | Atlético Roraima                   | Staatsmeister 2001                |
| Santa Catarina      | Joinville EC                       | Staatsmeister 2001                |
| Santa Catarina      | Criciúma EC                        | Vize-Staatsmeister 2001           |
| Santa Catarina      | Figueirense FC                     | Série B Zweiter 2001              |
| São Paulo           | Botafogo FC (SP)                   | Série A 2001                      |
| São Paulo           | SC Corinthians                     | Série A 2001                      |
| São Paulo           | Guarani FC                         | Série A 2001                      |
| São Paulo           | SE Palmeiras                       | Série A 2001                      |
| São Paulo           | AA Ponte Preta                     | Série A 2001                      |
| São Paulo           | Associação Portuguesa de Desportos | Série A 2001                      |
| São Paulo           | FC Santos                          | Série A 2001                      |
| São Paulo           | FC São Paulo                       | Série A 2001                      |
| São Paulo           | CA Bragantino                      | Einladung des CBF                 |
| Sergipe             | AD Confiança                       | Staatsmeister 2001                |
| Sergipe             | CS Sergipe                         | Vize-Staatsmeister 2001           |
| Tocantins           | Palmas FR                          | Staatsmeister 2001                |

## Modus
Der Modus bestand aus einem K.-o.-System. In den ersten beiden Runden bestand die Regelung, dass wenn eine Mannschaft in einem Auswärts-Hinspiel mit mindestens zwei Toren unterschied gewinnt, es kein Rückspiel gibt.
Es zählte nach Hin- und Rückspiel nur die Anzahl der Siege. Ergab dieses keinen Sieger, zählte das Torverhältnis. Bei Gleichheit wurde die Auswärtstorregel angewandt. Stand nach heranziehen dieser kein Sieger fest, wurde dieser im Elfmeterschießen ermittelt.

## 1. Runde
|                          | Gesamt |                  | Hinspiel | Rückspiel |
| ------------------------ | ------ | ---------------- | -------- | --------- |
| Atlético Roraima         | 0:4    | Paysandu SC      | 0:1      | 0:3       |
| Sampaio Corrêa FC        | 3:6    | Fluminense FC    | 2:1      | 1:5       |
| AA Anapolina             | 1:3    | EC Juventude     | 1:3      | -         |
| Coritiba FC              | 3:5    | AA Ponte Preta   | 2:1      | 1:4       |
| AD Vasco da Gama         | 2:2    | Brasiliense FC   | 2:1      | 0:1       |
| Náutico Capibaribe       | 6:5    | Clube do Remo    | 2:2      | 4:3       |
| AS Arapiraquense         | 1:5    | SE Palmeiras     | 1:0      | 1:2       |
| Juazeiro SC              | 2:5    | AD Confiança     | 1:1      | 1:4       |
| São Raimundo             | 3:4    | América FC (RN)  | 1:1      | 0:4       |
| AC Corintians            | 0:2    | EC Bahia         | 0:2      | -         |
| Criciúma EC              | 3:1    | SE Gama          | 1:0      | 2:1       |
| Palmas FR                | 2:6    | Portuguesa       | 0:1      | 2:5       |
| Ji-Paraná FC             | 2:4    | FC Santos        | 0:0      | 2:4       |
| EC Comercial (MS)        | 1:3    | SC Internacional | 1:1      | 0:2       |
| Botafogo FC (SP)         | 0:4    | Sport Recife     | 1:1      | 2:7       |
| SER Juventude            | 2:3    | Atlético Mineiro | 2:1      | 0:2       |
| Botafogo FC (PB)         | 1:3    | Figueirense FC   | 1:3      | -         |
| CE Nova Esperança        | 0:6    | EC Vitória       | 0:0      | 0:6       |
| Independente EC          | 1:2    | EC Flamengo      | 1:1      | 0:1       |
| FC Treze                 | 2:4    | FC São Paulo     | 1:0      | 1:4       |
| Moto Club                | 1:4    | CS Alagoano      | 1:2      | 0:2       |
| Atlético Rio Negro Clube | 0:3    | Ceará SC         | 0:1      | 0:2       |
| SER Caxias do Sul        | 1:3    | Santa Cruz FC    | 1:3      | -         |
| CS Sergipe               | 2:3    | CR Vasco         | 1:1      | 1:2       |
| Vila Nova FC             | 2:4    | Fortaleza EC     | 2:4      | -         |
| Alegrense FC             | 2:2    | Botafogo FR      | 2:2      | 0:0       |
| CA Bragantino            | 1:3    | Paraná Clube     | 1:3      | -         |
| América Mineiro          | 1:4    | Guarani FC       | 1:2      | 1:2       |
| Londrina EC              | 6:5    | Goiás EC         | 4:4      | 2:1       |
| Bandeirante              | 1:4    | Cruzeiro EC      | 1:4      | -         |
| Americano FC (RJ)        | 4:3    | Joinville EC     | 3:0      | 1:3       |
| Ríver AC                 | 1:4    | SC Corinthians   | 1:2      | 0:2       |

## Turnierplan
Die Regelung aus der ersten Runden, dass wenn eine Mannschaft in einem Auswärts-Hinspiel mit mindestens zwei Toren unterschied gewinnt, es kein Rückspiel gibt, galt nur noch für das Sechzehntelfinale.
Der Spieler João Carlos vom CR Vasco da Gama hatte im Sechzehntelfinale Rückspiel gegen den Santa Cruz FC seine dritte gelbe Karte in dem Wettbewerb erhalten. Trotzdem wurde er von Vasco in der nächsten Partie, dem Achtelfinal-Hinspiel gegen CS Alagoano eingesetzt. Erst nachdem Alagoano das Rückspiel gegen Vasco verlor, legte Alagoano gegen die Wertung des Hinspiels Protest ein. Sie beantragten den Ausschluss von Vasco. Der Sportgerichtshof entschied sich aber gegen eine Disqualifizierung und verhängte lediglich eine Geldbuße in Höhe von 2.000 Real gegen Vasco.
|  | Sechzehntelfinale  | Sechzehntelfinale | Sechzehntelfinale |  |  | Achtelfinale     | Achtelfinale | Achtelfinale     |   |   | Viertelfinale | Viertelfinale | Viertelfinale    |   |   | Halbfinale     | Halbfinale | Halbfinale     |     |  | Finale         | Finale | Finale |
|  |                    |                   |                   |  |  |                  |              |                  |   |   |               |               |                  |   |   |                |            |                |     |  |                |        |        |
|  | Paysandu SC        | 1                 | 0                 |  |  |                  |              |                  |   |   |               |               |                  |   |   |                |            |                |     |  |                |        |        |
|  | Fluminense FC      | 2                 | 2                 |  |  | EC Juventude     | 1            | 1                |   |   |               |               |                  |   |   |                |            |                |     |  |                |        |        |
|  | EC Juventude       | 2                 | 0                 |  |  | Fluminense FC    | 1            | 2                |   |   |               |               |                  |   |   |                |            |                |     |  |                |        |        |
|  | AA Ponte Preta     | 0                 | 1                 |  |  |                  |              |                  |   |   | Fluminense FC | 0             | 0                |   |   |                |            |                |     |  |                |        |        |
|  | Brasiliense FC     | 3                 | 0                 |  |  |                  |              | Brasiliense FC   | 1 | 1 |               |               |                  |   |   |                |            |                |     |  |                |        |        |
|  | Náutico Capibaribe | 2                 | 0                 |  |  | Brasiliense FC   | 0            | 4                |   |   |               |               |                  |   |   |                |            |                |     |  |                |        |        |
|  | AS Arapiraquense   | 2                 | 0                 |  |  | AD Confiança     | 0            | 1                |   |   |               |               |                  |   |   |                |            |                |     |  |                |        |        |
|  | AD Confiança       | 1                 | 4                 |  |  |                  |              |                  |   |   |               |               |                  |   |   | Brasiliense FC | 3          | 2              |     |  |                |        |        |
|  | América FC (RN)    | 0                 | 0                 |  |  |                  |              |                  |   |   |               |               | Atlético Mineiro | 0 | 1 |                |            |                |     |  |                |        |        |
|  | EC Bahia           | 1                 | 3                 |  |  | EC Bahia         | 3            | 2                |   |   |               |               |                  |   |   |                |            |                |     |  |                |        |        |
|  | Criciúma EC        | 3                 | 0                 |  |  | Portuguesa       | 0            | 2                |   |   |               |               |                  |   |   |                |            |                |     |  |                |        |        |
|  | Portuguesa         | 2                 | 1                 |  |  |                  |              |                  |   |   | EC Bahia      | 1             | 4                |   |   |                |            |                |     |  |                |        |        |
|  | FC Santos          | 3                 | 0                 |  |  |                  |              | Atlético Mineiro | 2 | 3 |               |               |                  |   |   |                |            |                |     |  |                |        |        |
|  | SC Internacional   | 3                 | 1                 |  |  | SC Internacional | 2            | 2                |   |   |               |               |                  |   |   |                |            |                |     |  |                |        |        |
|  | Sport Recife       | 2                 | 0                 |  |  | Atlético Mineiro | 0            | 3                |   |   |               |               |                  |   |   |                |            |                |     |  |                |        |        |
|  | Atlético Mineiro   | 1                 | 3                 |  |  |                  |              |                  |   |   |               |               |                  |   |   |                |            |                |     |  | Brasiliense FC | 1 1    |        |
|  | Figueirense FC     | 3                 | 3                 |  |  |                  |              |                  |   |   |               |               |                  |   |   |                |            | SC Corinthians | 2 1 |  |                |        |        |
|  | EC Vitória         | 1                 | 3                 |  |  | Figueirense FC   | 3            | 1                |   |   |               |               |                  |   |   |                |            |                |     |  |                |        |        |
|  | EC Flamengo        | 0                 | -                 |  |  | FC São Paulo     | 1            | 6                |   |   |               |               |                  |   |   |                |            |                |     |  |                |        |        |
|  | FC São Paulo       | 5                 | -                 |  |  |                  |              |                  |   |   | FC São Paulo  | 1             | 0                |   |   |                |            |                |     |  |                |        |        |
|  | CS Alagoano        | 0                 | 3                 |  |  |                  |              | CR Vasco         | 0 | 4 |               |               |                  |   |   |                |            |                |     |  |                |        |        |
|  | Ceará SC           | 0                 | 2                 |  |  | CS Alagoano      | 2            | 0                |   |   |               |               |                  |   |   |                |            |                |     |  |                |        |        |
|  | Santa Cruz FC      | 1                 | 3                 |  |  | CR Vasco         | 1            | 4                |   |   |               |               |                  |   |   |                |            |                |     |  |                |        |        |
|  | CR Vasco           | 2                 | 3                 |  |  |                  |              |                  |   |   |               |               |                  |   |   | FC São Paulo   | 0          | 2              |     |  |                |        |        |
|  | Fortaleza EC       | 1                 | 1                 |  |  |                  |              |                  |   |   |               |               | SC Corinthians   | 2 | 1 |                |            |                |     |  |                |        |        |
|  | Botafogo FR        | 2                 | 3                 |  |  | Botafogo FR      | 1            | 1                |   |   |               |               |                  |   |   |                |            |                |     |  |                |        |        |
|  | Paraná Clube       | 2                 | 1                 |  |  | Paraná Clube     | 3            | 1                |   |   |               |               |                  |   |   |                |            |                |     |  |                |        |        |
|  | Guarani FC         | 0                 | 1                 |  |  |                  |              |                  |   |   | Paraná Clube  | 1             | 1                |   |   |                |            |                |     |  |                |        |        |
|  | Londrina EC        | 1                 | 0                 |  |  |                  |              | SC Corinthians   | 3 | 0 |               |               |                  |   |   |                |            |                |     |  |                |        |        |
|  | Cruzeiro EC        | 0                 | 2                 |  |  | Cruzeiro EC      | 2            | 2                |   |   |               |               |                  |   |   |                |            |                |     |  |                |        |        |
|  | Americano FC (RJ)  | 2                 | -                 |  |  | SC Corinthians   | 2            | 3                |   |   |               |               |                  |   |   |                |            |                |     |  |                |        |        |
|  | SC Corinthians     | 6                 | -                 |  |  |                  |              |                  |   |   |               |               |                  |   |   |                |            |                |     |  |                |        |        |

## Finalspiele

### Hinspiel
| SC Corinthians                                | SC Corinthians | Brasiliense FC | Brasiliense FC |
| --------------------------------------------- | --- | --- | -------------- |
| SC Corinthians                                | \| 8. Mai 2002 in São Paulo (Estádio do Morumbi) \| \| Ergebnis: 2:1 (0:0) \| \| Zuschauer: 65.627 \| \| Schiedsrichter: Carlos Simon \|                   | \| 8. Mai 2002 in São Paulo (Estádio do Morumbi) \| \| Ergebnis: 2:1 (0:0) \| \| Zuschauer: 65.627 \| \| Schiedsrichter: Carlos Simon \|                                    | Brasiliense FC |
| SC Corinthians                                | Dida, Rogério, Fábio Luciano, Anderson, Kléber, Vampeta, Fabríco, Ricardinho, Gil, Leandro (68. Renato Abreu), Deivid Cheftrainer: Carlos Alberto Parreira | Donizeti, Moisés, Aldo, Thiago Gama, Emerson, Evandro, Carioca, Maurício Cabedelo, Gil Baiano, Wellington Dias, Jackson Nogueira (?. Weldon) Cheftrainer: Péricles Chamusca | Brasiliense FC |
| SC Corinthians                                | 1:0 Deivid (53.) 2:1 Deivid (80.) | 1:1 Maurício Cabedelo (54.) | Brasiliense FC |
| SC Corinthians                                | Fábio Luciano, Anderson, Fabríco | Aldo, Thiago Gama, Carioca | Brasiliense FC |
| 8. Mai 2002 in São Paulo (Estádio do Morumbi) | | |                |
| Ergebnis: 2:1 (0:0)                           | | |                |
| Zuschauer: 65.627                             | | |                |
| Schiedsrichter: Carlos Simon                  | | |                |

### Rückspiel
| Brasiliense FC                                          | Brasiliense FC | SC Corinthians | SC Corinthians |
| ------------------------------------------------------- | --- | --- | -------------- |
| Brasiliense FC                                          | \| 15. Mai 2002 in Taguatinga (Estádio Elmo Serejo Farias) \| \| Ergebnis: 1:1 (1:0) \| \| Zuschauer: 32.000 \| \| Schiedsrichter: Wilson de Souza Mendonça \|                                            | \| 15. Mai 2002 in Taguatinga (Estádio Elmo Serejo Farias) \| \| Ergebnis: 1:1 (1:0) \| \| Zuschauer: 32.000 \| \| Schiedsrichter: Wilson de Souza Mendonça \|           | SC Corinthians |
| Brasiliense FC                                          | Donizeti, Moisés (85. Rodrigo Ayres), Aldo, Thiago Gama, Emerson, Evandro, Carioca, Maurício Cabedelo (74. Lê), Gil Baiano, Wellington Dias, Jackson Nogueira (69. Weldon) Cheftrainer: Péricles Chamusca | Dida, Rogério, Fábio Luciano, Anderson, Kléber, Vampeta (73. Fabinho), Fabríco, Ricardinho, Gil, Leandro (72. Renato Abreu), Deivid Cheftrainer: Carlos Alberto Parreira | SC Corinthians |
| Brasiliense FC                                          | 1:0 Wellington Dias (42.) | 1:1 Deivid (65.) | SC Corinthians |
| Brasiliense FC                                          | Fábio Luciano, Fabríco | | SC Corinthians |
| 15. Mai 2002 in Taguatinga (Estádio Elmo Serejo Farias) | | |                |
| Ergebnis: 1:1 (1:0)                                     | | |                |
| Zuschauer: 32.000                                       | | |                |
| Schiedsrichter: Wilson de Souza Mendonça                | | |                |

## Die Meistermannschaft
| 1. | SC Corinthians |
|    | - Tor: Dida, Rubinho, Sidão, Doni - Abwehr: Anderson, Otávio, Rafael Scheidt, Edson, Batata, Marquinhos, Moreno, Kléber, Fábio Luciano, Ângelo, Betão - Mittelfeld: Renato Abreu, Rogério, Tupã, Marcinho, Fabinho, Fumagalli, Juliano Spadacio, Luciano Bebê, Rodrigo Pontes, Otacílio, Pingo, Marcelo Sarvas, Vampeta, Fabríco, Luciano Ratinho, Ricardinho - Angriff: Santiago Silva, Gil, Leandro, Deivid, Gilmar Parrudo |

## Torschützenliste
| Pl. | Nat.        | Spieler         | Verein           | Tore    |
| --- | ----------- | --------------- | ---------------- | ------- |
| 1   | Brasilianer | Deivid          | Corinthians      | 13 Tore |
| 2   | Brasilianer | Wellington Dias | Brasiliense      | 8 Tore  |
| 3   | Brasilianer | Reinaldo        | FC São Paulo     | 7 Tore  |
| 4   | Brasilianer | Edil            | Confiança        | 6 Tore  |
| 4   | Brasilianer | Gil Baiano      | Brasiliense      | 6 Tore  |
| 4   | Brasilianer | Kaká            | FC São Paulo     | 6 Tore  |
| 4   | Brasilianer | Rodrigo Beckham | Atlético Mineiro | 6 Tore  |